# Conacul urban al baronului A. F. Stuart
Conacul urban al baronului A. F. Stuart este o clădire amplasată pe str. 31 August 1989, 161 în Chișinău, Republica Moldova. Este un monument arhitectural de importanță națională inclus în Registrul monumentelor Republicii Moldova ocrotite de stat cu nr. 270 (municipiul Chișinău). Datează din 1900-1917.